# Глазиріна Катерина Іванівна
Катерина Іванівна Глазиріна (22 квітня 1987, Пермська область, СРСР) — російська біатлоністка, призерка чемпіонатів Європи з біатлону.

## Виступи на чемпіонатах світу
| Рік  | Місце проведення     | Інд | Спр | Пр | МС | Ест | ЗМ |
| 2013 | Нове Место-на-Мораві | 7   | 27  | 5  | 21 | 4   |    |

## Кар'єра в Кубку світу
- Дебют в кубку світу — 4 лютого 2011 року в спринті в Преск-Айлі — 39 місце.
- Перше попадання в залікову зону — 4 лютого 2011 року в спринті в Преск-Айлі — 39 місце.
- Перший подіум — 21 січня 2012 року в естафеті в Антхольці — 3 місце.
- Перший особистий подіум — 29 листопада 2012 року в індивідуальній гонці в Естерсунді — 3 місце.
- Перша перемога — 8 січня 2014 року в естафеті в Рупольдінгу — 1 місце.

Найкращим результатом, якого вдолося досягти Катерині в її першому сезоні є 9 місце у гонці переслідування, яке вона виборола на 7 етапі, що проходив у американському Форт-Кенті у 2011 році. Загалом у свою дебютному сезоні спортсменка мала лише 7 старів і у всіх них їй вдалося фінішувати в межах залікової зони.
У сезоні 2011/2012 Катя стартувала на чотирьох етапах Кубка світу де провела 9 особистих гонок і у кожній із них здобували залікові бали. На 5 етапі Кубка світу, що проходив в італійському Антхольці, Глазиріна вперше виступила в естафетній гонці. Разом з Світланою Слєпцовою, Ольгою Зайцевою, Ольгою Вілухіною вона виборола бронзову медаль, яка стала її першою медаллю здобутою не етпах Кубка світу. Протягом сезону спортсменці вдалося здобути 184 залікові бали та посісти 38 місце в загальному заліку біатлоністів.
Сезон 2012/2013 став для Глазиріною досить вдалим в порівнянні з попередніми. Вже у першій гонці сезону в шведському Естерсунді вона здобула свою першу особисту нагороду - бронзу в індивідуальній гонці. Протягом сезону Каті вдалося закріпитися в основі жіночої збірної Росії, а показані нею результати дозволили їй відібратися на Чемпіонат світу з біатлону. Свій перший чемпіонат світу спортсменка провела досить непогано, вона двічі потрапляла до десятки найкращих, показавши 7 час в індивідуалці та 5 у персьюті. Глазиріна брала участь у 5 із 6 естафетних гонок сезону, у трьох із них їй вдалося здобути нагороди. За підсумками сезону вона посіла 22 місце в загальному заліку біатлоністів - це 3 результат серед російських спортсменок.

## Виступи на чемпіонатах Європи
| Рік  | Міце проведення     | Інд | Спр | Пр | МС | Ест |
| 2007 | Бансько             | 15  |     |    |    |     |
| 2008 | Нове-Мєсто          | 12  | 5   | 5  |    |     |
| 2010 | Отепя               | 5   | 16  | 10 |    | 3   |
| 2011 | Ріднау Валь-Ріданна | 3   | 5   | 5  |    | 4   |

## Загальний залік в Кубку світу
- 2010—2011 — 44-е місце (132 очки)
- 2011—2012 — 38-е місце (184 очки)
- 2012—2013 — 22-е місце (402 очки)

## Статистика стрільби
| № п/п | Сезон     | Загальна        | Індивідуальна гонка | Спринт        | Гонка переслідування | Мас-старт     | Естафета      |
| ----- | --------- | --------------- | ------------------- | ------------- | -------------------- | ------------- | ------------- |
| 1     | 2010-2011 | 80,9% (89/110)  | 0,0% (0/0)          | 76,7% (23/30) | 83,3% (50/60)        | 80,0% (16/20) | 0,0% (0/0)    |
| 2     | 2011-2012 | 83,7% (128/153) | 99,9% (20/20)       | 85,0% (34/40) | 81,7% (49/60)        | 75,0% (15/20) | 76,9% (10/13) |
| 3     | 2012-2013 | 88,3% (331/375) | 97,5% (39/40)       | 82,5% (66/80) | 90,0% (108/120)      | 85,0% (68/80) | 90,9% (50/55) |

## Статистика
У таблиці наведено статистику виступів біатлоніста в Кубку світу.
- Місця 1–3: кількість подіумів
- Чільна 10: кількість фінішів у першій десятці
- В очках: кількість виступів, на яких біатлоніст здобував очки
- Старти: кількість стартів
- Естафета: включно зі змішаною

| Місця                              | Індивід. | Спринт | Персьют | Мас-старт | Естафета | Разом |
| ---------------------------------- | -------- | ------ | ------- | --------- | -------- | ----- |
| 1                                  |          |        |         |           |          |       |
| 2                                  |          |        |         |           | 2        | 2     |
| 3                                  | 1        |        |         |           | 2        | 3     |
| Чільна 10                          | 3        | 2      | 3       | 1         | 6        | 15    |
| В очках                            | 3        | 12     | 12      | 6         | 6        | 39    |
| Стартів                            | 3        | 15     | 12      | 6         | 6        | 42    |
| Станом на: кінець сезону 2012/2013 |          |        |         |           |          |       |

## Виноски
1. ↑  У дужках наведена кількість влучних пострілів та загальна кількість пострілів. У статистиці стрільби рахуються постріли, які здійснив біатлоніст на етапах кубка світу та чемпіонаті світу